# Pháo đài Brest (phim)
Pháo đài Brest (tiếng Belarus: Берасьцейская крэпасьць, tiếng Nga: Брестская крепость, tiếng Anh: The Brest Fortress hay Fortress of War) là một bộ phim lịch sử - chiến tranh Nga sản xuất năm 2010 để kỷ niệm 69 năm ngày diễn ra trận phòng thủ Brest - trận đánh mở màn cuộc chiến tranh Vệ quốc của nhân dân Liên Xô (nay là Belarus và Nga).
Năm 1941, vào lúc 4 giờ rạng sáng ngày 22 tháng 6, quân đội phát xít Đức đã phát động tấn công quân sự trên toàn Liên Xô mà không hề tuyên chiến. Những chiến sĩ bảo vệ pháo đài Brest ở biên giới đất nước, là những người hứng chịu đòn tấn công đầu tiên của kẻ thù. Ngày 22 tháng 6 năm 2010, bộ phim ra mắt như một sự dâng tặng cuộc chiến đấu ngoan cường bảo vệ pháo đài huyền thoại đã được công chiếu ngoài trời, trên địa bàn pháo đài Brest, nhiều năm nay đã trở thành Viện bảo tàng lịch sử quân sự. Khi bộ phim kết thúc, khán giả xúc động đã lấy nước sông đổ đầy chiếc mũ của người chiến sĩ Hồng quân, bức tượng với tư thế chết lặng vĩnh cửu trong nhóm tượng "Khát" trên địa phận bảo tàng.
Khi phát xít Đức tấn công Liên Xô, tại pháo đài Brest có đến gần 8 ngàn chiến sĩ Hồng quân. Họ phải đối đầu với 17 ngàn lính bộ binh và toàn bộ hỏa lực pháo binh, không quân, xe tăng của địch kéo đến biên giới Liên Xô. Quân Đức không nghi ngờ gì là đến trưa ngày 22 sẽ chiếm được toàn bộ pháo đài. Thế nhưng phải đến một tuần sau chúng mới phá vỡ được tuyến phòng thủ này, mà phải tấn công liên tục bằng không quân và pháo binh. Sau khi pháo đài thất thủ, các chiến sĩ Hồng quân còn sống sót tiếp tục chiến đấu ngoan cường gần một tháng nữa, những dòng chữ để lại trên các bức tường ở tầng hầm pháo đài đã chứng tỏ điều đó. "Tôi chết, nhưng quyết không chịu đầu hàng!" - dưới dòng chữ được vạch trên đá ấy là ngày tháng: 20 tháng 7 năm 1941.

## Nội dung

Tượng "Khát" trên địa phận bảo tàng.

Bộ phim tái hiện hình ảnh kiên cường bảo vệ pháo đài Brest của các chiến sĩ Hồng quân trước cuộc tấn công chớp nhoáng của quân Đức vào ngày 22 tháng 6 năm 1941.
Câu chuyện xoay quanh ba khu vực phòng thủ chính được chỉ huy bởi Trung đoàn trưởng Pyotr Mikhailovich Gavrilov, Chính ủy Yefim Moiseyevich Fomin và Chỉ huy Tiền đồn 9 - Andrey Mitrofanovich Kizhevatov.
Nhiều năm sau, cựu chiến binh Aleksandr Akimov hồi tưởng lại những kỷ niệm đẹp thời đó, khi ông chỉ mới 15 tuổi và đang bắt đầu một mối tình thật trong sáng, thơ ngây với cô bé Anya xinh đẹp, đột nhiên thấy mình ở giữa những sự kiện đẫm máu của chiến tranh...

## Diễn viên

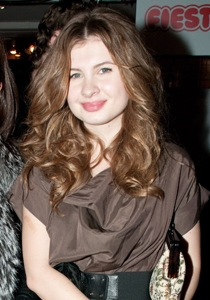
Anna Tsukanova...

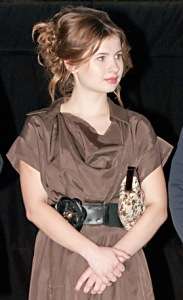
... tại buổi ra mắt phim.

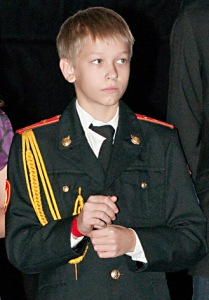
Aleksey Kopashov tại buổi ra mắt phim.

| STT | Diễn viên thủ vai    | Tên nhân vật                         |
| --- | -------------------- | ------------------------------------ |
| 1   | Pavel Derevyanko     | Yefim Fomin                          |
| 2   | Andrey Merzlikin     | Trung úy Kizhevatov                  |
| 3   | Anna Tsukanova       |                                      |
| 4   | Kirill Boltayev      | Trung úy Vinogradov                  |
| 5   | Yana Yesipovich      |                                      |
| 6   | Yevgeny Tsyganov     | Trung úy Pochernikov                 |
| 7   | Madlen Dzhabrailovan |                                      |
| 8   | Ilya Mozgovoy        |                                      |
| 9   | Veronika Nikonova    |                                      |
| 10  | Aleksey Kopashov     | Sasha                                |
| 11  | Anatoly Kot          |                                      |
| 12  | Dmitry Kulichkov     |                                      |
| 13  | Yury Anpilogov       | Koftun                               |
| 14  | Aleksandr Korshunov  | Thiếu tá Pyotr Mikhailovich Gavrilov |
| 15  | Sergey Taramayev     |                                      |
| 16  | Vladimir Kapustin    |                                      |

## Ê-kíp
- Âm nhạc: Yury Krasavin
- Dựng ảnh: Vladimir Bashta
- Dựng phim: Maria Sergeyenkova
- Thiết kế sản xuất - Mỹ thuật: Alim Matveychuk
- Âm thanh: Aleksandr Volodin
- Kỹ xảo: Aleksey Chelomov, Mikhail Sergeyev

## Hậu trường
Đề án làm bộ phim truyện màn ảnh rộng mang tên "Pháo đài Brest" để kỷ niệm 65 năm Ngày Chiến thắng trong cuộc chiến tranh Vệ quốc vĩ đại ngay từ cuối năm 2007 đã nhận được sự ủng hộ hoàn toàn của Hội đồng Bộ trưởng Nhà nước liên minh và Nghị viện thuộc Liên minh Nga-Belarus.
Bộ phim Pháo đài Brest mang thông điệp về chiến tranh và yêu nước với tổng kinh phí lên tới 225 triệu rúp hoàn toàn do Nhà nước Belarus đài thọ đã được hai hãng phim lớn của Nga (Trung tâm Hợp tác) và Belarus (Belarusfilm) cùng thực hiện. Đây là trường hợp đầu tiên kể từ sau khi Liên Xô tan rã, Nhà nước dùng tiền ngân sách để tài trợ cho việc sản xuất phim.
Theo cơ quan thông tấn của hãng Trung tâm Hợp tác thì đây là dự án đầu tiên trong chương trình tài trợ ngành điện ảnh mới được thông qua, theo đó từ năm 2010 các hội đồng chuyên viên trực thuộc Bộ Văn hóa Nga sẽ lựa chọn tối đa 10 dự án sản xuất phim nhằm "tuyên truyền cho các giá trị đạo đức và tinh thần trong một xã hội dân chủ, một nhà nước pháp quyền". Chi phí sản xuất những bộ phim này do nhà nước tài trợ hoàn toàn.

"Trận phòng thủ pháo đài Brest" (Защитники Брестской крепости)
Tranh của họa sĩ Pyotr A.Krivonogov - 1951.

Bộ phim nhận trọng trách tái hiện những sự kiện lịch sử xảy ra từ sáng sớm ngày 22 tháng 6 năm 1941, khi chiến tranh bắt đầu. Theo các nhà làm phim, trong bộ phim sẽ chỉ có sự thật lịch sử, sẽ không có "những tên Đức điên loạn và những người Nga không bình thường", mà sẽ chỉ có những gì đã xảy ra trên thực tế - những mất mát, những chiến công, và cả sự phản bội.
Ông Ruben Dishdishyan (Рубен Дишдишян) - Tổng giám đốc công ty điện ảnh Nga - nhận định, "...việc sản xuất một bộ phim về chiến công anh hùng bảo vệ pháo đài Brest là rất cần thiết và phù hợp với thời đại hiện nay!". Theo ông, bộ phim chắc chắn sẽ thành công khi ra mắt khán giả trong nước, kể cả những người được giáo dục theo tinh thần của nền điện ảnh Xô viết yêu nước, cũng như thế hệ trẻ hiện nay.
Về phần mình, ông Igor Ugolnikov (Игорь Угольников) - Chủ tịch Tổ chức phát thanh truyền hình Nhà nước Liên minh - đánh giá bộ phim đã thể hiện được toàn cảnh những ngày đầu tiên của cuộc chiến tranh và "phản ánh được chủ nghĩa anh hùng của nhân dân Belarus và khối đại đoàn kết toàn dân gồm nhiều dân tộc Xô viết".
Phim được quay tại trường quay của hãng Belarusfilm, tại Brest và nhiều trường quay khác của Nga.

## Sự kiện thú vị
Đúng 4 giờ sáng ngày 22 tháng 6 năm 2010, tại thành phố Brest (nước Cộng hòa Belarus) đã công chiếu bộ phim "Pháo đài Brest". Ngày dài nhất trong năm, được ghi trên lịch Nga là "Ngày tưởng niệm và đau buồn" đã bắt đầu như vậy.
Tổng thống Nga Dmitry Medvedev viết trên blog Twitter cá nhân: "Tối qua xem "Pháo đài Brest" cùng Putin. Đó là một bộ phim rất hay về Chiến tranh Vệ quốc Vĩ đại!".
Khi trả lời phỏng vấn trước giới truyền thông, đạo diễn Aleksandr Kott đã khẳng định chủ đề chính của bộ phim là tái hiện tất cả những nỗi khủng khiếp mà nhân dân Liên Xô đã phải trải qua trong những ngày đầu chiến tranh: "Chính tại Brest, nơi tất cả mọi thứ thể hiện rõ nét nhất - từ hỗn loạn, kinh hoàng đến lấy lại sức mạnh và sự cứng cỏi. Phim rất kiệm lời, đây là bộ phim về trạng thái. Chúng tôi giới thiệu nhân vật trong những thời điểm đau thương bi tráng nhất trong đời họ, khi người ta cần phải lựa chọn. Ở đó có những người nhát gan trở thành mạnh mẽ, và ngược lại, có những kẻ phản bội. Những người bảo vệ pháo đài bị tản mát, họ chiến đấu mà không biết là ở bên cạnh mình, cách đó 100m có ai đó còn sống và cũng đang chống cự. Nhưng chúng tôi đã nghĩ ra một phương pháp liên kết của điện ảnh, bằng cách tạo ra nhân vật cậu bé đã đi khắp nơi tìm cô bạn gái. Nhân vật này có nguyên mẫu trong thực tế là thiếu sinh quân trường quân nhạc, cậu bé Pyotr Klypa - 13 tuổi, rất nghịch ngợm và nhanh nhẹn, như người ta nói là đạn bắn không trúng. Phải nói là kết hợp phim tài liệu với nhân vật phim truyện rất khó thực hiện, bởi vì các nhân vật trong phim đều là người thật việc thật. Ngày nay, tên tuổi và ảnh của những người này được lưu giữ trong Bảo tàng lịch sử Pháo đài Brest. Còn pháo đài thì chỉ còn lại những bức tường đổ nát. Để quay phim, chúng tôi đã phải dựng lên bối cảnh đồ sộ theo các bản vẽ thiết kế pháo đài còn giữ lại được. Nhưng đây hoàn toàn không phải là một bộ phim cổ trang!".
Đạo diễn Aleksandr Kott cũng khẳng định: "Đây là một bộ phim hiện đại, được quay bằng ngôn ngữ có sử dụng kỹ xảo máy tính và kỹ thuật hỏa công. Nhưng không phải dành cho các hiệu ứng hình thức bên ngoài. Đối với tôi, điều chính yếu là để cho khán giả xem xong sẽ suy nghĩ: Mình sẽ làm gì trong trường hợp tương tự như vậy? Hiện nay cuộc sống của chúng ta quá sung sướng. Có thể thời chiến tranh người ta cũng đã sống sung sướng. Bởi vì, bỗng nhiên tất cả mọi thứ biến mất hết thì sao? Để nhớ về điều đó, sao không cho một cuộc chiến tranh nào xảy ra nữa - đó là nguyên nhân khiến chúng tôi làm bộ phim này!".

## Vinh danh
Chiều ngày 22 tháng 6 năm 2010, trong Ngày tưởng niệm và đau buồn, bộ phim "Pháo đài Brest" đã được trình chiếu tại Moskva, trong khuôn khổ Liên hoan phim quốc tế Moskva lần thứ 32.

## Hình ảnh trong phim

- Tập tin:Scene from The Brest Fortress 1.jpg
- Tập tin:Scene from The Brest Fortress 2.jpg
- Tập tin:Scene from The Brest Fortress 3.jpg
- Tập tin:Scene from The Brest Fortress 4.jpg
- Tập tin:Scene from The Brest Fortress 5.
- Tập tin:Scene from The Brest Fortress 7.jpg